# 잃어버린 청춘 (1957년 영화)
"잃어버린 청춘"은 유현목 감독, 유두연 각본의 1957년 흑백 영화이다.

## 줄거리
젊은 전공(電工)이 과실로 인하여 살인을 저지르게 된다. 그로 인하여 청춘의 불안과 좌절을 맛본 전공은 술집에 가서 신(神)을 의지하는 이경희에게서 구원을 찾아 보려고 노력한다. 끝내 전공은 자수를 하여 경찰차에 실려가는데, 애인의 따뜻한 위로와 눈물만으로는 '잃어버린 자아(自我)'를 돌이켜 찾을 수 없었다는 절망감을 안게 된다.

## 개요
한국 전쟁 후의 허무와 실존적 고독이 전편에 짙게 깔려 있는 영화였다. 이 작품을 통해서 영화감독 유현목은 비로소 한 사람의 작가의 위치에 서게 됐는데, 종래까지의 리얼리즘이 민족적인 반항 의식을 기초로 해서 출발한 점에 비해, <잃어버린 청춘>의 경우는 그 무엇인가 보이지 않는 존재에 의해 쫓기고 있는 현대인의 불안 의식에 리얼리즘의 앵글을 맞춘 작품이었다. 제1회 부일 영화상(釜日映畵賞)에서 작품상을 수상하기도 했다.

## 출연
- 최무룡
- 이경희
- 조석근